# Черниці (Лодзинське воєводство)
Черниці (пол. Czernice) — село в Польщі, у гміні Осьякув Велюнського повіту Лодзинського воєводства.
Населення — 338 осіб (2011).
У 1975-1998 роках село належало до Серадзького воєводства.

## Демографія
Демографічна структура станом на 31 березня 2011 року:
|          | Загалом | Допрацездатний вік | Працездатний вік | Постпрацездатний вік |
| -------- | ------- | ------------------ | ---------------- | -------------------- |
| Чоловіки | 168     | 31                 | 116              | 21                   |
| Жінки    | 170     | 24                 | 86               | 60                   |
| Разом    | 338     | 55                 | 202              | 81                   |